# Paul Thomas Anderson
Paul Thomas Anderson (Studio City, 26. lipnja 1970.) je američki filmski redatelj pet puta nominiran za Oscar.

## Životopis

### Rani život
Anderson je rođen u Studio Cityju u Kaliforniji kao sin Bonnie (djevojački Gough) i Ernieja Andersona, koji je bio glumac, glas ABC-a i domaćin kasnonoćne horor emisije poznat kao "Ghoulardi" na televiziji u Clevelandu. Anderson je odrastao u San Fernando Valleyju. Pohađao je nekoliko škola, upisao se na Njujorško sveučilište, ali odustao nakon dva dana.

### Karijera
Anderson je vezan za režiju još od mladih dana. Kao srednjoškolac je snimio podrugljivi dokumentarac Priča o Dirku Diggleru (1988.), o obdarenoj porno zvijezdi (inspiriran Johnom Holmesom, koji je bio i glavna inspiracija za Kralja pornića).
Nakon kraćeg studiranja engleskog jezika na Emerson Collegeu te kratkog povratka na Njujorško sveučilište, Anderson je počeo svoju karijeru kao asistent produkcije na televizijskim filmovima, glazbenim spotovima i kvizovima u Los Angelesu i New Yorku. Kasnije je snimio Cigarete i kavu (1992.), kratki film s pet vinjeta smještenih u restoran. Film je prikazan na Filmskom festivalu Sundance 1993., gdje je zaradio značajne pohvale. Za nekoliko godina, Anderson je snimio svoj prvi dugometražni film, Sydney, koji je preimenovan u Teška osmica (1996.).
Prekretnicu u Andersonovoj karijeri označio je Kralj pornića, povratak liku Dirka Digglera u velikom dugometražnom filmu koji se počeo prikazivati 10. listopada 1997. i naišao na kritički i komercijalni uspjeh. Bio je jedan od najbolje ocijenjenih filmova godine, a smatra se jednim od najboljih prikaza pornografske filmske industrije. Film je revitalizirao karijeru Burta Reynoldsa (koji je nominiran za Oscar) te lansirao Marka Wahlberga i Julianne Moore na A-listu karakternih glumaca.
Andersonov sljedeći film, Magnolija (1999.) okupio je brojnu glumačku ekipu, a govorio je o neobičnim interakcijama između života nekoliko pojedinaca u San Fernando Valleyju u Kaliforniji. Ispreplećući devet odvojenih a opet povezanih priča, Magnolija je bila skup mnogih zakučastih dugih kadrova čime se istaknula od standardnih holivudskih filmova. Magnolija je završila na više od 150 popisa deset najboljih filmova 1999. raznih kritičara, a nominirana je za tri Oscara, za najboljeg sporednog glumca (Tom Cruise), najbolju originalnu pjesmu i najbolji originalni scenarij.
Anderson se vratio s romantičnom komedijom Pijani od ljubavi (2002.) s Adamom Sandlerom. Priča se vrti oko opsjednutog vlasnika sitnog biznisa koji se upušta u romantično putovanje s misterioznom ženom (Emily Watson). Sandler je za svoj prvi odmak od mainstream komedija koje su ga učinile zvijezdom zaradio pozitivne kritike; Roger Ebert je napisao kako "Sandler, oslobođen sputavajuće formule, otkriva neočekivanu glumačku dubinu. Gledajući ovaj film, možete ga zamisliti u ulogama Dennisa Hoppera. Posjeduje tajnovitost, opsesiju i snagu." Film je zaradio 17 milijuna dolara unatoč budžetu od 25 milijuna.
Andersonov posljednji film, Bit će krvi, bio je djelomična adaptacija romana Nafta! Uptona Sinclaira. Budžet filma bio je 25 milijuna dolara, a ostvario je dohodak od 40 milijuna. U glavnim ulogama nastupili su Daniel Day-Lewis, koji je osvojio Oscar za najboljeg glavnog glumca, te Paul Dano koji je nominiran za BAFTA-u za najboljeg sporednog glumca. Anderson je bio nominiran za nagradu za najboljeg redatelja Ceha američkih redatelja. Film je zaradio i osam nominacija za Oscar, čime se izjednačio s filmom Nema zemlje za starce s najviše nominacija. Anderson je bio nominiran za najbolji film, najboljeg redatelja i najbolji adaptirani scenarij, izgubivši sve tri nagrade od braće Coen.

### Filmski stil, teme i zaštitni znakovi
Anderson je poznat po filmovima s velikim glumačkim ansamblima i isprepletenim pričama, kao što je to bio slučaj s Kraljem pornića (1997.) i Magnolijom (1999.). Anderson je član prve generacije "video redatelja", kao i redatelji Quentin Tarantino, Richard Linklauter i Kevin Smith, koji su naučili zanat ne u filmskim školama, nego gledajući tisuće filmova na videu.
Teme kojima se bave Andersonovi filmovi često su obiteljski odnosi, božanska sudbina, slučajna priroda ljubavi i uloga modernih medija. Anderson naglašava veze među svojim likovima kao nepostojane okolnosti koje utječu na njihove krhke živote. Andersonovi stilski zaštitni znakovi uključuju logistički teške steadicam duge kadrove (kao što je uvodni trominutni kadar u Kralju pornića), često s bombastičnim korištenjem zvuka i glazbe.
Osim filmova, Anderson je režirao nekoliko glazbenih spotova, uključujući nekoliko pjesama Fione Apple. Anderson je bio zamjenski redatelj za film Roberta Altmana Najluđi radio show zbog osiguranja, jer je Altman u to vrijeme imao 80 godina. Anderson nije formalno potpisan u filmu, ali je na kraju odjavne špice bila zahvala.
Anderson je imao običaj ponovnog angažiranja istih glumaca. Od njegova prva četiri prva dugometražna filma, Philip Seymour Hoffman se pojavio u sva četiri, Melora Walters, Luis Guzmán, Philip Baker Hall i John C. Reilly pojavili su se u tri, a ostali članovi glumačke postave Kralja pornića pojavili su se u Magnoliji. Bit će krvi je imao potpuno novu glumačku postavu.

### Osobni život
Anderson i pjevačica Fiona Apple nekoliko godina su bili u vezi; ona se zajedno s njim pojavila u dokumentarcu o snimanju Magnolije objavljenom na DVD izdanju filma. Anderson je trenutno u vezi s bivšom članicom glumačke postave Saturday Night Livea Mayom Rudolph. Oboje žive u Los Angelesu i New Yorku, a imaju kćer Pearl Minnie Anderson, rođenu 15. listopada 2005.

## Nagrade i nominacije
Oscari:
- 1997.: Najbolji originalni scenarij (Kralj pornića, nominacija)
- 1999.: Najbolji originalni scenarij (Magnolija, nominacija)
- 2008.: Najbolji redatelj (Bit će krvi, nominacija)
- 2008.: Najbolji film (Bit će krvi, nominacija)
- 2008.: Najbolji adaptirani scenarij (Bit će krvi, nominacija)

BAFTA nagrade:
- 1997.: Najbolji originalni scenarij (Kralj pornića, nominacija)
- 2007.: Najbolji redatelj (Bit će krvi, nominacija)
- 2007.: Najbolji film (Bit će krvi, nominacija)
- 2007.: Najbolji adaptirani scenarij (Bit će krvi, nominacija)

Berlinski filmski festival:
- 2000.: Zlatni medvjed (Magnolija, pobjednik)
- 2008.: Srebrni medvjed za najboljeg redatelja (Bit će krvi, pobjeda)
- 2008.: Zlatni medvjed (Bit će krvi, nominacija)

Filmski festival u Cannesu:
- 2002.: Najbolji redatelj (Pijani od ljubavi, pobjednik)
- 2002.: Zlatna palma (Pijani od ljubavi, nominacija)

Ceh američkih redatelja:
- 2007.: Najbolji redatelj (Bit će krvi, nominacija)

Ceh američkih scenarista:
- 1997.: Najbolji originalni scenarij (Kralj pornića, nominacija)
- 1999.: Najbolji originalni scenarij (Magnolija, nominacija)
- 2007.: Najbolji adaptirani scenarij (Bit će krvi, nominacija)

## Filmografija

### Dugometražni filmovi
- Teška osmica (poznat i kao Sydney) (1996.)
- Kralj pornića (1997.)
- Magnolija (1999.)
- Pijani od ljubavi (2002.)
- Bit će krvi (2007.)

### Kratki filmovi
- Priča o Dirku Diggleru (1987.)
- Cigarete i kava (1993.)
- Flagpole Special (1998.)
- Couch (2002.)

### Glazbeni videospotovi
- "Try" - Michael Penn (1997.)
- "Across the Universe" - Fiona Apple (1998.)
- "Fast as You Can" - Fiona Apple (1999.)
- "Save Me" - Aimee Mann (1999.)
- "Limp" - Fiona Apple (2000.)
- "Paper Bag" - Fiona Apple (2000.)
- "Here We Go" - Jon Brion (2002.)

## Vanjske poveznice
- Paul Thomas Anderson u internetskoj bazi filmova IMDb-u (engl.)